# مؤسسة المستضعفين
مؤسسة مستضعفان للثورة الإسلامية ( بالفارسية: بنیاد مستضعفان انقلاب اسلامی ) سابقًا بونياد-ي مستضعفان وجانبازان (مؤسسة المستضعفين والمعاقين أو الإختصار بالإنجليزية: "MFJ") هي مؤسسة خيرية في جمهورية إيران الإسلامية ، ثاني أكبر مؤسسة تجارية في إيران بعد شركة النفط الوطنية الإيرانية المملوكة للدولة وأكبر شركة قابضة في الشرق الأوسط. كانت المؤسسة تُدار بشكل مباشر من قبل روح الله علي الخميني . 
تأسست في عام 1979 كخليفة لمؤسسة بهلوي. باعتبارها مؤسسة اقتصادية وثقافية ورعاية اجتماعية، تسيطر المؤسسة على شركات التصنيع والصناعة، والتي تُستخدم أرباحها - وفقًا للمؤسسة - لتعزيز "مستويات معيشة الأفراد ذوي الإعاقة والفقراء" في إيران و"تنمية الوعي العام فيما يتعلق بالتاريخ والكتب والمتاحف والسينما". 
ترتبط مؤسسة المستضعفين بالحرس الثوري الإسلامي الإيراني، حيث جاء بعض كبار مسؤوليها منه،  وتسيطر عليها عائلة خامنئي. 

## أنظر أيضاً
- بونياد
- اقتصاد إيران
- مؤسسة الحفاظ على ونشر أعمال وقيم الدفاع المقدس

## روابط خارجية
- بونياد مستضعفان وجانبان (الموقع الرسمي)